# Campeonato de Apertura de Chile 1950
El Campeonato de Apertura 1950 o Copa Carlos Varela fue la 11º y última edición del torneo que sirvió de prólogo al campeonato nacional en la temporada de ese año, siendo organizado por la Asociación Central de Fútbol.
Participaron en él todos los clubes de la Primera División de 1950, resultando campeón Santiago Morning, luego de empatar en el partido final con Audax Italiano por 2-2 y vencerlo en definición a penales.

## Desarrollo
El torneo se desarrolló con la modalidad de tres grupos: A, B y C, cada uno compuesto por cuatro equipos que se enfrentaron entre ellos. El ganador de los grupos A y B clasificaban a la semifinal, mientras que el ganador del grupo C clasificaba directamente a la final por el título.

### Fase de grupos

#### Grupo A
| Pos | Equipo               | PJ | PG | PE | PP | GF | GC | Dif | Pts |
| --- | -------------------- | -- | -- | -- | -- | -- | -- | --- | --- |
| 1   | Magallanes           | 3  | 2  | 0  | 1  | 14 | 10 | 4   | 4   |
| 2   | Universidad Católica | 3  | 1  | 1  | 1  | 7  | 7  | 0   | 3   |
| 3   | Universidad de Chile | 3  | 1  | 1  | 1  | 10 | 11 | -1  | 3   |
| 4   | Iberia               | 3  | 0  | 2  | 1  | 4  | 7  | -3  | 2   |

Pos = Posición; PJ = Partidos jugados; PG = Partidos ganados; PE = Partidos empatados; PP = Partidos perdidos; GF = Goles a favor; GC = Goles en contra; Dif = Diferencia de gol; Pts = Puntos
|  | Clasificó a la semifinal |

##### Fecha 1
| 8 de abril de 1950 | Magallanes                                                              | 6:4             | Universidad de Chile                                  | Estadio Independencia, Santiago (Independencia)            |                                                            |
|                    | Ibáñez 2', 6' · Providell 28' · Salamanca 45' · Valdés 62' · Méndez 72' | ( 4:3 ) Reporte | Araya 1', 64' · Peñaloza 14' (pen.) · Riveros 20' 38' | Asistencia: 3.173 espectadores Árbitro(s): Julio Hernández | Asistencia: 3.173 espectadores Árbitro(s): Julio Hernández |

| 8 de abril de 1950 | Universidad Católica | 0:6             | Iberia                                 | Estadio Independencia, Santiago (Independencia) |                                |
|                    |                      | ( 0:3 ) Reporte | Quintana · Tapia · Quilodrán · Jiménez | Asistencia: 3.173 espectadores                  | Asistencia: 3.173 espectadores |

##### Fecha 2
| 15 de abril de 1950 | Universidad Católica               | 4:3             | Magallanes                                     | Estadio Independencia, Santiago (Independencia)           |                                                           |
|                     | Carrasco 25', 82', 89' · Lagos 60' | ( 1:2 ) Reporte | Ibáñez 13' · Providell 36' (pen.) · Méndez 54' | Asistencia: 2.271 espectadores Árbitro(s): Claudio Vicuña | Asistencia: 2.271 espectadores Árbitro(s): Claudio Vicuña |

| 15 de abril de 1950 | Universidad de Chile | 2:2             | Iberia                  | Estadio Independencia, Santiago (Independencia)            |                                                            |
|                     | Araya 22', 38'       | ( 2:2 ) Reporte | Báez 18' · Quintana 30' | Asistencia: 2.271 espectadores Árbitro(s): Francisco Rivas | Asistencia: 2.271 espectadores Árbitro(s): Francisco Rivas |

##### Fecha 3
| 29 de abril de 1950 | Universidad Católica | 3:4 | Universidad de Chile                | Estadio Independencia, Santiago (Independencia) |  |
|                     | Anotado              |     | Pesce · Bogado · J. Silva · Riveros |                                                 |  |

|  | Magallanes | 5:2 | Iberia  |  |  |
|  | Anotado    |     | Anotado |  |  |

#### Grupo B
| Pos | Equipo           | PJ | PG | PE | PP | GF | GC | Dif | Pts |
| --- | ---------------- | -- | -- | -- | -- | -- | -- | --- | --- |
| 1   | Santiago Morning | 3  | 3  | 0  | 0  | 12 | 7  | 5   | 6   |
| 2   | Green Cross      | 3  | 1  | 1  | 1  | 5  | 5  | 0   | 3   |
| 3   | Ferrobádminton   | 3  | 0  | 2  | 1  | 4  | 7  | -3  | 2   |
| 4   | Unión Española   | 3  | 0  | 1  | 2  | 7  | 9  | -2  | 1   |

Pos = Posición; PJ = Partidos jugados; PG = Partidos ganados; PE = Partidos empatados; PP = Partidos perdidos; GF = Goles a favor; GC = Goles en contra; Dif = Diferencia de gol; Pts = Puntos
|  | Clasificó a la semifinal |

##### Fecha 1
| 9 de abril de 1950                                               | Unión Española                     | 3:4             | Santiago Morning                                 | Estadio Nacional de Chile, Santiago de Chile (Ñuñoa)         |                                                              |
|                                                                  | Armingol 48', 85' · Dunevichet 50' | ( 0:3 ) Reporte | Aguilera 22' · G. Díaz 27', 42' · Valenzuela 75' | Asistencia: 16.646 espectadores Árbitro(s): Alejandro Gálvez | Asistencia: 16.646 espectadores Árbitro(s): Alejandro Gálvez |
| El partido fue un encuentro preliminar del partido Chile-Uruguay |                                    |                 |                                                  |                                                              |                                                              |

| 7 de abril de 1950                                               | Green Cross            | 3:3             | Ferrobádminton                              | Estadio Nacional de Chile, Santiago de Chile (Ñuñoa) |                            |
|                                                                  | Alderete 17', 20', 90' | ( 2:1 ) Reporte | Villalobos 29' · González 57' · Climent 73' | Árbitro(s): Juan Las Heras                           | Árbitro(s): Juan Las Heras |
| El partido fue un encuentro preliminar del partido Chile-Uruguay |                        |                 |                                             |                                                      |                            |

##### Fecha 2
| 16 de abril de 1950                                   | Santiago Morning                      | 3:2             | Green Cross                         | Estadio Santa Laura, Santiago (Independencia)             |                                                           |
|                                                       | Aguilera 7' (pen.) · G. Díaz 18', 67' | ( 2:0 ) Reporte | Navarro 63' · Félix Díaz 88' (pen.) | Asistencia: 11.697 espectadores Árbitro(s): Ángel Miranda | Asistencia: 11.697 espectadores Árbitro(s): Ángel Miranda |
| Previa del Unión Española - America de Río de Janeiro |                                       |                 |                                     |                                                           |                                                           |

|  | Ferrobádminton | 2:2 | Unión Española |  |  |
|  | Anotado        |     | Anotado        |  |  |

##### Fecha 3
| 22 de abril de 1950 | Green Cross                               | 3:2             | Unión Española             | Estadio Santa Laura, Santiago (Independencia)            |                                                          |
|                     | Alderete 39' · Félix Díaz 50' (pen.), 86' | ( 1:1 ) Reporte | Cremaschi 30' · Guzmán 85' | Asistencia: 2.245 espectadores Árbitro(s): Ángel Miranda | Asistencia: 2.245 espectadores Árbitro(s): Ángel Miranda |

| 22 de abril de 1950 | Ferrobádminton         | 2:5             | Santiago Morning                                  | Estadio Santa Laura, Santiago (Independencia)               |                                                             |
|                     | Abatte 52' · Vidal 72' | ( 0:2 ) Reporte | García 4' · Aguilera 23', 66', 80' · De Lucca 78' | Asistencia: 2.245 espectadores Árbitro(s): Alejandro Gálvez | Asistencia: 2.245 espectadores Árbitro(s): Alejandro Gálvez |

#### Grupo C
| Pos | Equipo             | PJ | PG | PE | PP | GF | GC | Dif | Pts |
| --- | ------------------ | -- | -- | -- | -- | -- | -- | --- | --- |
| 1   | Everton            | 3  | 2  | 0  | 1  | 25 | 4  | 21  | 4   |
| 2   | Audax Italiano     | 3  | 2  | 0  | 1  | 7  | 6  | 1   | 4   |
| 3   | Colo-Colo          | 3  | 1  | 0  | 2  | 3  | 10 | -7  | 2   |
| 4   | Santiago Wanderers | 3  | 1  | 0  | 2  | 3  | 18 | -15 | 2   |

Pos = Posición; PJ = Partidos jugados; PG = Partidos ganados; PE = Partidos empatados; PP = Partidos perdidos; GF = Goles a favor; GC = Goles en contra; Dif = Diferencia de gol; Pts = Puntos
|  | Disputó el desempate por el primer lugar |

##### Fecha 1
| 16 de abril de 1950                                    | Santiago Wanderers          | 3:0             | Colo-Colo | Estadio de Playa Ancha, Valparaíso                        |                                                           |
|                                                        | Molina 25' · Garay 44', 83' | ( 2:0 ) Reporte |           | Asistencia: 9.329 espectadores Árbitro(s): Aldo Candolini | Asistencia: 9.329 espectadores Árbitro(s): Aldo Candolini |
| El partido originalmente se iba a jugar el 10 de abril |                             |                 |           |                                                           |                                                           |

| 16 de abril de 1950                                    | Audax Italiano                         | 4:3             | Everton                                  | Estadio de Playa Ancha, Valparaíso                          |                                                             |
|                                                        | Valenzuela 26', 70' · Rinaldi 73', 81' | ( 1:2 ) Reporte | Morales 31', 56' · Cid 33' · Barraza 38' | Asistencia: 9.329 espectadores Árbitro(s): Alejandro Gálvez | Asistencia: 9.329 espectadores Árbitro(s): Alejandro Gálvez |
| El partido originalmente se iba a jugar el 10 de abril |                                        |                 |                                          |                                                             |                                                             |

##### Fecha 2
|  | Colo-Colo | 0:5 | Everton |  |  |
|  |           |     | Anotado |  |  |

|  | Audax Italiano | 1:0 | Santiago Wanderers |  |  |
|  | Anotado        |     |                    |  |  |

##### Fecha 3
|  | Colo-Colo | 3:2 | Audax Italiano |  |  |
|  | Anotado   |     | Anotado        |  |  |

| 30 de abril de 1950 | Everton | 17:0 | Santiago Wanderers | El Tranque, Viña del Mar     |                              |
|                     | Uribe (4') Cid (7'-27'-47'-51' y 72') Álvarez (8'-55' y 68') Ponce (22'-37'-70' y 84') Morales (26'-65'-67' y 80') |      |                    | Árbitro(s): Alejandro Gálvez | Árbitro(s): Alejandro Gálvez |

##### Desempate por el primer lugar
Como Everton y Audax Italiano igualaron con cuatro puntos el primer lugar de la tabla, se disputó un partido de desempate en el que Audax Italiano venció por 2-0 a Everton, clasificando así a la final del torneo en forma directa.
|  | Audax Italiano | 2:0 | Everton |  |  |
|  | Anotado        |     | Anotado |  |  |

### Semifinal
|  | Santiago Morning | 4:1 | Magallanes |  |  |
|  | Anotado          |     | Anotado    |  |  |

### Final
|  | Santiago Morning | 2:2 | Audax Italiano | Estadio Independencia, Santiago |  |
|  | Anotado          |     | Anotado        |                                 |  |

## Campeón
| Campeón Santiago Morning |
| 4º título                |